# 東経102度線
東経102度線（とうけい102どせん）は、本初子午線面から東へ102度の角度を成す経線である。北極点から北極海、アジア、インド洋、南極海、南極大陸を通過して南極点までを結ぶ。東経102度線は西経78度線と共に大円を形成する。

## 通過する国・地点
東経102度線は、北極点から南極点まで南に向かって以下の場所を通っている。
| 地理座標                                               | 国土・領土・領海 | 備考 |
| ------------------------------------------------------ | ---------------- | --- |
| 北緯90度0分 東経102度0分 / 北緯90.000度 東経102.000度  | 北極海           | |
| 北緯80度23分 東経102度0分 / 北緯80.383度 東経102.000度 | ラプテフ海       | |
| 北緯79度15分 東経102度0分 / 北緯79.250度 東経102.000度 | ロシア           | ボリシェヴィク島（セヴェルナヤ・ゼムリャ諸島）                                                              |
| 北緯78度11分 東経102度0分 / 北緯78.183度 東経102.000度 | カラ海           | |
| 北緯77度18分 東経102度0分 / 北緯77.300度 東経102.000度 | ロシア           | |
| 北緯51度23分 東経102度0分 / 北緯51.383度 東経102.000度 | モンゴル         | |
| 北緯42度17分 東経102度0分 / 北緯42.283度 東経102.000度 | 中華人民共和国   | 内モンゴル自治区 甘粛省 - 約14km 内モンゴル自治区 - 約23km 甘粛省 青海省 甘粛省 青海省 甘粛省 四川省 雲南省 |
| 北緯22度26分 東経102度0分 / 北緯22.433度 東経102.000度 | ラオス           | |
| 北緯18度8分 東経102度0分 / 北緯18.133度 東経102.000度  | タイ             | |
| 北緯12度32分 東経102度0分 / 北緯12.533度 東経102.000度 | タイランド湾     | |
| 北緯6度18分 東経102度0分 / 北緯6.300度 東経102.000度   | タイ             | |
| 北緯6度2分 東経102度0分 / 北緯6.033度 東経102.000度    | マレーシア       | |
| 北緯2度22分 東経102度0分 / 北緯2.367度 東経102.000度   | マラッカ海峡     | |
| 北緯1度37分 東経102度0分 / 北緯1.617度 東経102.000度   | インドネシア     | ベンカリス地方（英語版）及びスマトラ島                                                                      |
| 南緯3度31分 東経102度0分 / 南緯3.517度 東経102.000度   | インド洋         | エンガノ島（英語版）（ インドネシア）のちょうど西を通過。                                                   |
| 南緯60度0分 東経102度0分 / 南緯60.000度 東経102.000度  | 南極海           | |
| 南緯65度44分 東経102度0分 / 南緯65.733度 東経102.000度 | 南極大陸         | オーストラリア南極領土 - オーストラリアが領有権主張                                                         |